# Александровка (Ширяевский район)

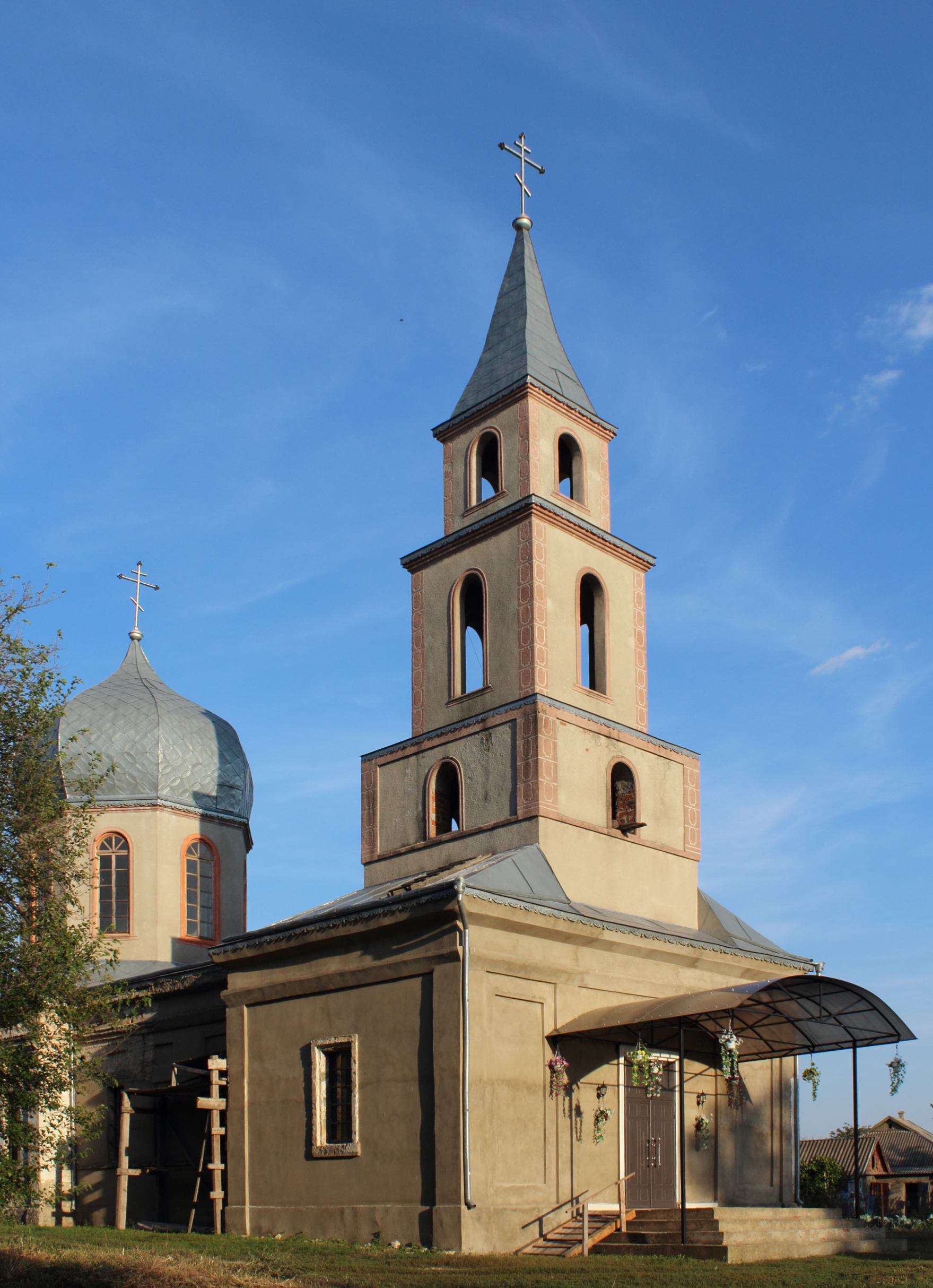
Церковь в селе

Алекса́ндровка (укр. Олекса́ндрівка) — село, относится к Ширяевскому району Одесской области Украины. В селе протекает река Большой Куяльник.
Население по переписи 2001 года составляло 422 человека. Почтовый индекс — 66811. Телефонный код — 4858. Занимает площадь 1,5 км². Код КОАТУУ — 5125480301.
В селе родился Герой Советского Союза Иван Кондратенко.

## Местный совет
66811, Одесская обл., Ширяевский р-н, с. Александровка, ул. Школьная, 24